# 버가부
버가부(bugAboo)는 대한민국의 6인조 걸 그룹이었다. 프로듀서 라이언전이 제작한 그룹으로서, 소속사는 A Team Entertainment였다. 2021년 10월 25일, 그룹명과 동일한 싱글 앨범 'bugAboo'에 'bugAboo'라는 곡으로 데뷔했다. 2022년 12월 8일, 팀 해체를 발표했다.

## 이전 구성원
| 이름   | 소개 |
| ------ | --- |
| 초연   | - 본명 : 김초연 - 생년월일 : 2001년 8월 1일(23세) - 출생지 : 대한민국 - 활동기간 : 2021년 ~ 2022년                                           |
| 은채   | - 본명 : 손은채 - 생년월일 : 1999년 10월 6일(25세) - 출생지 : 대한민국 - 활동기간 : 2021년 ~ 2022년                                          |
| 유우나 | - 본명 : 오구라 유우나 - 생년월일 : 2000년 10월 13일(24세) - 출생지 : 일본 - 활동기간 : 2021년 ~ 2022년                                      |
| 레이니 | - 본명 : 주칭위 - 생년월일 : 2000년 11월 16일(24세) - 출생지 : 중국 - 관련활동 : 현재 걸그룹 프림로즈로 활동 중 - 활동기간 : 2021년 ~ 2022년 |
| 시안   | - 본명 : 이채은 - 생년월일 : 2001년 4월 4일(24세) - 출생지 : 대한민국 - 활동기간 : 2021년 ~ 2022년                                           |
| 지인   | - 본명 : 진현빈 - 생년월일 : 2001년 8월 30일(23세) - 출생지 : 대한민국 - 활동기간 : 2021년 ~ 2022년                                          |